# DC 디펜더스
| DC 디펜더스   |                                                                    |
| 콘퍼런스      | XFL 콘퍼런스                                                       |
| 디비전        | XFL : 이스트 디비전 (2020년) 노스 디비전 (2023년)                  |
| 설립연도      | 2018년                                                             |
| 해체연도      |                                                                    |
| 역사          | DC 디펜더스 (2018년~현재)                                          |
| 경기장        | 아우디 필드                                                        |
| 연고지        | 워싱턴 D.C.                                                        |
| 소유주        | 폭스 코퍼레이션 대니 가르시아 드웨인 존슨 레드버드 캐피털 파트너스 |
| 회장          |                                                                    |
| 단장          |                                                                    |
| 감독          | 레지 발로우                                                        |
| 리그 우승     | 1 (2025)                                                           |
| 콘퍼런스 우승 | 1 (2025)                                                           |
| 디비전 우승   | XFL : 1 (2023)                                                     |

DC 디펜더스(영어: DC Defenders)는 워싱턴 D.C.를 연고지로 하는 UFL XFL 콘퍼런스 소속 미식축구 팀이다. 홈 경기장은 아우디 필드이다.

## 역대 홈경기장
| 경기장      | 사용기간    | 수용인원 | 장소         | 비고 |
| ----------- | ----------- | -------- | ------------ | ---- |
| DC 디펜더스 |             |          |              |      |
| 아우디 필드 | 2020년~현재 | 20,000명 | 워싱턴 D. C. | 빈칸 |